# Vương tử William Henry, Công tước xứ Gloucester và Edinburgh
Vương tử William Henry, Công tước xứ Gloucester và Edinburgh (25 tháng 11 năm 1743 – 25 tháng 8 năm 1805) là cháu trai của George II và là em trai của George III của Anh. Ông phong tước hiệu Công tước Gloucester và Edinburgh bởi ông nội vào năm 1764.

## Cuộc đời

### Thời trẻ
Vương tử William Henry sinh ngày 25 tháng 11 năm 1743 tại Dinh Leicester, Luân Đôn là con trai thứ ba của Frederick, Thân vương xứ Wales và Augusta xứ Sachsen-Gotha-Altenburg. Ông được rửa tội tại Dinh Leicester 11 ngày sau đó. Cha mẹ đỡ đầu của ông là chú, chồng của cô ruột, Thân vương xứ Oranje; chú ruột, Công tước xứ Cumberland; và cô ruột, Vương nữ Amelia. Từ khi sinh ra, ông đứng thứ tư trong danh sách kế vị ngai vàng.
Cha ông qua đời năm 1751, khi ông nội của ông chưa kip truyền ngôi, để lại ngai vàng cho ông là George, Thân vương xứ Wales, sau này là vua George III, lên ngôi vào ngày 25 tháng 10 năm 1760. Vào ngày 19 tháng 11 năm 1764, ông được phong tước Công tước xứ Gloucester và Edinburgh và Bá tước xứ Connaught. Ông đã được phong làm Hiệp sĩ Garter vào ngày 27 tháng 5 năm 1762 và được phong vào ngày 22 tháng 9 năm đó.
=== Sự nghiệp quân sự
Ông rất mong muốn được phục vụ trực tiếp trong quân đội, tuy nhiên, sức khỏe và trí tuệ của ông không đủ để đáp ứng yêu cầu của một quân nhân chiến đấu. Thay vì được tham gia vào các hoạt động quân sự, ông được bổ nhiệm làm Đại tá của Trung đoàn 13 Bộ binh vào năm 1766. Mặc dù không thể tham gia vào những chiến dịch quân sự lớn, nhưng vị trí này vẫn mang lại cho ông một vai trò quan trọng trong quân đội Anh, và ông tiếp tục tham gia vào các công việc quân sự ở mức độ cao.
Năm 1767, ông được thăng chức Thiếu tướng và trở thành Đại tá của Trung đoàn Bộ binh thứ 3 của Lính vệ Hoàng gia.
Khi Chiến tranh giành độc lập của Mỹ bùng nổ, Công tước hy vọng có thể được giao chỉ huy một chiến trường, nhưng vua George đã từ chối yêu cầu của ông. Sau đó, ông đã đề nghị được phục vụ trong quân đội của Friedrich II của Phổ trong Chiến tranh Kế vị Bayern (1777–1779), tuy nhiên, mặc dù George đã đồng ý, nhưng Friedrich lại từ chối lời mời này.
Sau khi không thể gia nhập quân đội Phổ, ông chuyển sang phục vụ trong Trung đoàn Bộ binh thứ nhất của Lính Vệ Hoàng gia. Vào ngày 18 tháng 10 năm 1793, ông được phong làm Thống chế. Tiếp theo, vào năm 1796, ông được bổ nhiệm làm Tướng chỉ huy Quân khu Bắc, một chức vụ mà ông giữ cho đến năm 1802.

## Kết hôn
Năm 1766, ông kết hôn với Maria Walpole trong một cuộc hôn nhân bí mật tại ngôi nhà của ông trên Pall Mall. Cuộc hôn nhân này không được công nhận chính thức cho đến khi Đạo luật Hôn nhân Hoàng gia được thông qua vào năm 1772, điều này có nghĩa là sau khi đạo luật này được ban hành, vua George III mới biết về cuộc hôn nhân của em trai ông. Mặc dù cuộc hôn nhân này là bí mật trong một thời gian dài, nó vẫn được diễn ra và duy trì trong sự êm đềm, bất chấp những khó khăn ban đầu. 
Cặp đôi sống tại St Leonard's Hill, Clewer, gần Windsor, nơi họ xây dựng gia đình và có ba người con. Những đứa trẻ này, như là chắt của Vua George II, đều được xưng tước là Hoàng thân (Highness) từ khi sinh ra, và được gọi theo tước hiệu xứ Gloucester trong các danh xưng hoàng gia của mình. Các con của họ cũng mang tước hiệu công tước, với địa danh Gloucester đi kèm trong các danh hiệu hoàng gia của mình, thể hiện rõ mối quan hệ mật thiết với gia đình hoàng gia Anh.
Cũng trong năm này, ông được bổ nhiệm làm Người Quản lý Rừng Windsor, một chức vụ quan trọng, và được cấp cho một ngôi nhà chính thức tại Dinh thự Cranbourne.
Năm 1771, ông được bổ nhiệm làm Hiệu trưởng Đại học Dublin, là hiệu trưởng thứ 13 của trường và giữ chức vụ này cho đến khi qua đời vào năm 1805. Cũng trong năm 1768, Vương tử William Henry đã thuê Richard Duke, một nghệ sĩ violin nổi tiếng, làm nhà sản xuất nhạc cụ chính cho mình. Ông còn cung cấp cho Richard Duke một nơi ở riêng tại Old Gloucester Street và các xưởng chế tác tại Gloucester Place.

## Cái chết
Vào năm 1805, Công tước qua đời tại Dinh Gloucester ở Luân Đôn và được chôn cất tại Nhà nguyện Thánh George, Lâu đài Windsor. Con trai ông, William Frederick, kế thừa tước vị công tước.

## Tước hiệu, danh xưng, danh hiệu và phù hiệu

### Tước hiệu và danh xưng
- 25 tháng 11 năm 1743 – 19 tháng 11 năm 1764: His Royal Highness William - Hoàng thân Điện hạ William[9]
- 19 tháng 11 năm 1764 – 25 tháng 8 năm 1805: His Royal Highness The Duke of Gloucester and Edinburgh - Hoàng thân Điện hạ Công tước xứ Gloucester và Edinburgh

Các tước vị của ông được tuyên bố vào ngày 17 tháng 11 năm 1764.

### Danh hiệu
- Ngày 27 tháng 5 năm 1762: Hiệp sĩ Hoàng gia Garter (KG)
- Cố vấn Cơ mật (PC)
- Thành viên Hoàng gia Hội Vương thất (FRS)

### Phù hiệu

Phù hiệu của công tước xứ Gloucester và Edinburgh

William được cấp quyền sử dụng huy hiệu của vương quốc, có sự khác biệt với một dải bạc có năm điểm, điểm giữa mang hình hoa loa kèn màu xanh dương, các điểm còn lại mỗi điểm mang một hình thánh giá màu đỏ.

## Tổ tiên
| \| \| \| \| \| \| \| \| \| \| \| 8. George I của Anh \| \| \| \| \| \| \| \| \| \| \| \| \| \| \| \| \| \| \| \| \| \| \| \| \| \| \| \| \| \| \| \| \| \| \| \| \| \| \| \| \| \| \| \| \| \| \| \| \| \| \| 4. George II của Anh \| \| \| \| \| \| \| \| \| \| \| \| \| \| \| \| \| \| \| \| \| \| \| \| \| \| \| \| \| \| \| \| \| \| \| \| \| \| \| \| \| \| \| \| \| \| \| \| \| \| \| \| \| \| \| \| \| \| \| \| 9. Sophie Dorothea xứ Braunschweig-Celle \| \| \| \| \| \| \| \| \| \| \| \| \| \| \| \| \| \| \| \| \| \| \| \| \| \| \| \| \| \| \| \| \| \| \| \| \| \| \| \| \| \| \| \| \| \| \| \| \| \| \| \| \| \| \| \| \| \| \| \| 2. Frederick, Thân vương xứ Wales \| \| \| \| \| \| \| \| \| \| \| \| \| \| \| \| \| \| \| \| \| \| \| \| \| \| \| \| \| \| \| \| \| \| \| \| \| \| \| \| \| \| \| \| \| \| \| \| \| \| \| \| \| \| \| \| \| \| \| \| 10. Johann Friedrich, Phong địa Bá tước xứ Brandenburg-Ansbach \| \| \| \| \| \| \| \| \| \| \| \| \| \| \| \| \| \| \| \| \| \| \| \| \| \| \| \| \| \| \| \| \| \| \| \| \| \| \| \| \| \| \| \| \| \| \| \| \| \| \| \| \| \| \| \| \| \| \| \| 5. Caroline xứ Brandenburg-Ansbach \| \| \| \| \| \| \| \| \| \| \| \| \| \| \| \| \| \| \| \| \| \| \| \| \| \| \| \| \| \| \| \| \| \| \| \| \| \| \| \| \| \| \| \| \| \| \| \| \| \| \| \| \| \| \| \| \| \| \| \| 11. Eleonore Erdmuthe xứ Sachsen-Eisenach \| \| \| \| \| \| \| \| \| \| \| \| \| \| \| \| \| \| \| \| \| \| \| \| \| \| \| \| \| \| \| \| \| \| \| \| \| \| \| \| \| \| \| \| \| \| \| \| \| \| \| \| \| \| \| \| \| \| \| \| 1. Vương tử William, Công tước xứ Gloucester và Edinburgh \| \| \| \| \| \| \| \| \| \| \| \| \| \| \| \| \| \| \| \| \| \| \| \| \| \| \| \| \| \| \| \| \| \| \| \| \| \| \| \| \| \| \| \| \| \| \| \| \| \| \| \| \| \| \| \| \| \| \| \| 12. Friedrich I xứ Sachsen-Gotha-Altenburg \| \| \| \| \| \| \| \| \| \| \| \| \| \| \| \| \| \| \| \| \| \| \| \| \| \| \| \| \| \| \| \| \| \| \| \| \| \| \| \| \| \| \| \| \| \| \| \| \| \| \| \| \| \| \| \| \| \| \| \| 6. Friedrich II xứ Sachsen-Gotha-Altenburg \| \| \| \| \| \| \| \| \| \| \| \| \| \| \| \| \| \| \| \| \| \| \| \| \| \| \| \| \| \| \| \| \| \| \| \| \| \| \| \| \| \| \| \| \| \| \| \| \| \| \| \| \| \| \| \| \| \| \| \| 13. Magdalena Sibylle xứ Sachsen-Weissenfels \| \| \| \| \| \| \| \| \| \| \| \| \| \| \| \| \| \| \| \| \| \| \| \| \| \| \| \| \| \| \| \| \| \| \| \| \| \| \| \| \| \| \| \| \| \| \| \| \| \| \| \| \| \| \| \| \| \| \| \| 3. Augusta xứ Sachsen Gotha-Gotha \| \| \| \| \| \| \| \| \| \| \| \| \| \| \| \| \| \| \| \| \| \| \| \| \| \| \| \| \| \| \| \| \| \| \| \| \| \| \| \| \| \| \| \| \| \| \| \| \| \| \| \| \| \| \| \| \| \| \| \| 14. Karl xứ Anhalt-Zerbst \| \| \| \| \| \| \| \| \| \| \| \| \| \| \| \| \| \| \| \| \| \| \| \| \| \| \| \| \| \| \| \| \| \| \| \| \| \| \| \| \| \| \| \| \| \| \| \| \| \| \| \| \| \| \| \| \| \| \| \| 7. Magdalena Augusta xứ Anhalt-Zerbst \| \| \| \| \| \| \| \| \| \| \| \| \| \| \| \| \| \| \| \| \| \| \| \| \| \| \| \| \| \| \| \| \| \| \| \| \| \| \| \| \| \| \| \| \| \| \| \| \| \| \| \| \| \| \| \| \| \| \| \| 15. Sophia xứ Sachsen-Weissenfels \| \| \| \| \| \| \| \| \| \| \| \| \| \| \| \| \| \| \| \| \| \| \| \| \| \| \| \| \| \| \| \| \| \| \| \| \| \| \| \| \| \| \| |                                                                |  |  |  |  |  |  |  |  |                     |  |  |  |
| |                                                                |  |  |  |  |  |  |  |  | 8. George I của Anh |  |  |  |
| |                                                                |  |  |  |  |  |  |  |  |                     |  |  |  |
| |                                                                |  |  |  |  |  |  |  |  |                     |  |  |  |
| |                                                                |  |  |  |  |  |  |  |  |                     |  |  |  |
| | 4. George II của Anh                                           |  |  |  |  |  |  |  |  |                     |  |  |  |
| |                                                                |  |  |  |  |  |  |  |  |                     |  |  |  |
| |                                                                |  |  |  |  |  |  |  |  |                     |  |  |  |
| |                                                                |  |  |  |  |  |  |  |  |                     |  |  |  |
| | 9. Sophie Dorothea xứ Braunschweig-Celle                       |  |  |  |  |  |  |  |  |                     |  |  |  |
| |                                                                |  |  |  |  |  |  |  |  |                     |  |  |  |
| |                                                                |  |  |  |  |  |  |  |  |                     |  |  |  |
| |                                                                |  |  |  |  |  |  |  |  |                     |  |  |  |
| | 2. Frederick, Thân vương xứ Wales                              |  |  |  |  |  |  |  |  |                     |  |  |  |
| |                                                                |  |  |  |  |  |  |  |  |                     |  |  |  |
| |                                                                |  |  |  |  |  |  |  |  |                     |  |  |  |
| |                                                                |  |  |  |  |  |  |  |  |                     |  |  |  |
| | 10. Johann Friedrich, Phong địa Bá tước xứ Brandenburg-Ansbach |  |  |  |  |  |  |  |  |                     |  |  |  |
| |                                                                |  |  |  |  |  |  |  |  |                     |  |  |  |
| |                                                                |  |  |  |  |  |  |  |  |                     |  |  |  |
| |                                                                |  |  |  |  |  |  |  |  |                     |  |  |  |
| | 5. Caroline xứ Brandenburg-Ansbach                             |  |  |  |  |  |  |  |  |                     |  |  |  |
| |                                                                |  |  |  |  |  |  |  |  |                     |  |  |  |
| |                                                                |  |  |  |  |  |  |  |  |                     |  |  |  |
| |                                                                |  |  |  |  |  |  |  |  |                     |  |  |  |
| | 11. Eleonore Erdmuthe xứ Sachsen-Eisenach                      |  |  |  |  |  |  |  |  |                     |  |  |  |
| |                                                                |  |  |  |  |  |  |  |  |                     |  |  |  |
| |                                                                |  |  |  |  |  |  |  |  |                     |  |  |  |
| |                                                                |  |  |  |  |  |  |  |  |                     |  |  |  |
| | 1. Vương tử William, Công tước xứ Gloucester và Edinburgh      |  |  |  |  |  |  |  |  |                     |  |  |  |
| |                                                                |  |  |  |  |  |  |  |  |                     |  |  |  |
| |                                                                |  |  |  |  |  |  |  |  |                     |  |  |  |
| |                                                                |  |  |  |  |  |  |  |  |                     |  |  |  |
| | 12. Friedrich I xứ Sachsen-Gotha-Altenburg                     |  |  |  |  |  |  |  |  |                     |  |  |  |
| |                                                                |  |  |  |  |  |  |  |  |                     |  |  |  |
| |                                                                |  |  |  |  |  |  |  |  |                     |  |  |  |
| |                                                                |  |  |  |  |  |  |  |  |                     |  |  |  |
| | 6. Friedrich II xứ Sachsen-Gotha-Altenburg                     |  |  |  |  |  |  |  |  |                     |  |  |  |
| |                                                                |  |  |  |  |  |  |  |  |                     |  |  |  |
| |                                                                |  |  |  |  |  |  |  |  |                     |  |  |  |
| |                                                                |  |  |  |  |  |  |  |  |                     |  |  |  |
| | 13. Magdalena Sibylle xứ Sachsen-Weissenfels                   |  |  |  |  |  |  |  |  |                     |  |  |  |
| |                                                                |  |  |  |  |  |  |  |  |                     |  |  |  |
| |                                                                |  |  |  |  |  |  |  |  |                     |  |  |  |
| |                                                                |  |  |  |  |  |  |  |  |                     |  |  |  |
| | 3. Augusta xứ Sachsen Gotha-Gotha                              |  |  |  |  |  |  |  |  |                     |  |  |  |
| |                                                                |  |  |  |  |  |  |  |  |                     |  |  |  |
| |                                                                |  |  |  |  |  |  |  |  |                     |  |  |  |
| |                                                                |  |  |  |  |  |  |  |  |                     |  |  |  |
| | 14. Karl xứ Anhalt-Zerbst                                      |  |  |  |  |  |  |  |  |                     |  |  |  |
| |                                                                |  |  |  |  |  |  |  |  |                     |  |  |  |
| |                                                                |  |  |  |  |  |  |  |  |                     |  |  |  |
| |                                                                |  |  |  |  |  |  |  |  |                     |  |  |  |
| | 7. Magdalena Augusta xứ Anhalt-Zerbst                          |  |  |  |  |  |  |  |  |                     |  |  |  |
| |                                                                |  |  |  |  |  |  |  |  |                     |  |  |  |
| |                                                                |  |  |  |  |  |  |  |  |                     |  |  |  |
| |                                                                |  |  |  |  |  |  |  |  |                     |  |  |  |
| | 15. Sophia xứ Sachsen-Weissenfels                              |  |  |  |  |  |  |  |  |                     |  |  |  |
| |                                                                |  |  |  |  |  |  |  |  |                     |  |  |  |
| |                                                                |  |  |  |  |  |  |  |  |                     |  |  |  |